# Adil Koller
Adil Koller (* 2. Juli 1993 in Basel; heimatberechtigt in Münchenstein) ist ein Schweizer Politiker (SP). Er ist Mitglied des Baselbieter Landrates.

## Biografie
Koller absolvierte die Wirtschaftsmatur am Gymnasium Münchenstein. Er hat einen Bachelorabschluss in Wirtschaftswissenschaften und Soziologie der Universität Basel und arbeitet bei der SBB. Er wohnt in Münchenstein.

## Politik
2015 kandidierte Koller im Wahlkreis Münchenstein-Arlesheim für den Landrat des Kantons Basel-Landschaft, wo er hinter den bisherigen Landrätinnen Hanni Huggel und Miriam Locher den ersten Ersatzplatz belegte. Im Februar 2017 rückte er für die zurücktretende Hanni Huggel in das Parlament nach. Er wurde 2019 mit dem zweitbesten und 2023 mit dem drittbesten persönlichen Ergebnis des Wahlkreises wiedergewählt.
Nach dem gesundheitsbedingten Rücktritt von Pia Fankhauser übernahm Koller 2015 mit 21 Jahren zusammen mit Regula Meschberger die Leitung der SP Baselland im Co-Präsidium. Nach einem Jahr als Co-Präsident führte er die SP ab 2016 allein. 2020 übergab er das Präsidium an Miriam Locher.
2023 wurde er öffentlich als Kandidat für den Baselbieter Regierungsrat gehandelt, verzichtete aber aus beruflichen Gründen.